# Olenecamptus strigosus
Olenecamptus strigosus är en skalbaggsart som beskrevs av Francis Polkinghorne Pascoe 1866. Olenecamptus strigosus ingår i släktet Olenecamptus och familjen långhorningar. Inga underarter finns listade i Catalogue of Life.